# Artjom Andrejewitsch Korotin
Artjom Andrejewitsch Korotin (russisch Артём Андреевич Коротин; auch: Artem Korotin, Artiom Korotin; * 27. April 1978 in Rybinsk, Sowjetunion) ist ein ehemaliger russisch-israelischer Eishockeyspieler, der zuletzt von 2011 bis 2013 bei den Devils Rischon LeZion in der israelischen Eishockeyliga spielte.

## Karriere
Artjom Korotin spielte zunächst beim HC Ma’alot, für den er 2002 in der israelischen Eishockeyliga debütierte. Mit dem Klub aus dem Norden Israels gewann er auf Anhieb den israelischen Meistertitel. Nachdem es zu weiteren Titeln nicht reichte, wechselte er 2009 zu Ice Time Herzlia und ein Jahr später weiter zum HC Metulla, mit dem er 2011 erneut den Titel erringen konnte. Im Anschluss zog es ihn zu den Devils Rischon LeZion, für die er bis 2013 auf dem Eis stand. Mit der Mannschaft aus der Stadt im Gusch Dan wurde er 2013 und 2014 (als Assistenztrainer) ebenfalls israelischer Meister.

### International
Mit der israelischen Nationalmannschaft nahm Korotin an den Weltmeisterschaften der Division II 2003, 2004, 2005, 2007, 2010 und 2012 teil. Weltmeisterschaft 2006, als die Israelis erstmals in der Division I spielten, gehörte er auch zum Team des Mittelmeerstaates. Die Mannschaft war dort allerdings überfordert und stieg ohne Punktgewinn und mit 3:47 Toren wieder ab. 
Korotin nahm zudem am Vorqualifikationsturnier für die Olympischen Winterspiele 2014 in Sotschi teil, schied mit seiner Mannschaft beim Turnier in Zagreb aber ohne Punktgewinn aus.

### Trainerkarriere
Neben seiner aktiven Laufbahn war Korotin bereits als Trainer tätig, so war er bei der U18-Weltmeisterschaft 2013 Assistenzcoach der israelischen Mannschaft, die in der Division III antrat. Seit 2013 ist er Assistenztrainer seines Klubs Rishon Devils.

## Erfolge und Auszeichnungen
- 2003 Israelischer Meister mit dem HC Ma’alot
- 2005 Aufstieg in die Division I bei der Weltmeisterschaft der Division II, Gruppe B
- 2011 Israelischer Meister mit dem HC Metulla
- 2013 Israelischer Meister mit den Devils Rischon LeZion
- 2014 Israelischer Meister mit den Devils Rischon LeZion (als Assistenztrainer)